# Napoléon và Joséphine: Thiên tình sử
Napoléon và Joséphine: Thiên tình sử (tiếng Anh: Napoléon and Joséphine: A love story) là một bộ phim truyền hình Mỹ, xuất bản từ ngày 10 đến 12 tháng 11 năm 1987 trên kênh ABC.

## Nội dung
Truyện phim xoay quanh mối quan hệ nồng thắm giữa Napoléon Bonaparte và Joséphine de Beauharnais với các sự kiện và nhân vật lịch sử chỉ có vai trò bổ trợ.

## Kĩ thuật

### Sản xuất
- Hiệu ứng: Claude Carliez, Pascal Madura

### Diễn xuất
| Tài tử              | Vai trò                                |
| ------------------- | -------------------------------------- |
| Armand Assante      | Napoléon Bonaparte                     |
| Jacqueline Bisset   | Joséphine de Beauharnais               |
| Stephanie Beacham   | Thérésa Tallien                        |
| Anthony Higgins     | Joseph Bonaparte                       |
| Nickolas Grace      | Lord Nelson                            |
| Jane Lapotaire      | Letizia Ramolino                       |
| Patrick Cassidy     | Capt. Hippolyte Charles                |
| William Lucking     | Sgt. Dupont                            |
| Jean-Pierre Stewart | Paul Barras                            |
| John Vickery        | Louis Antoine Fauvelet de Bourrienne   |
| Leigh Taylor-Young  | Germaine de Staël                      |
| Ione Skye           | Pauline Bonaparte                      |
| Anthony Perkins     | Charles Maurice de Talleyrand-Périgord |
| Paul Brooke         | Jean-Andoche Junot                     |
| Jeremy Brudenell    | Louis Bonaparte                        |
| Simon Chandler      | Charles Leclerc                        |
| Paul Geoffrey       | Joachim Murat                          |
| Julie Graham        | Caroline Bonaparte                     |
| Jane Gurnett        | Elisa Bonaparte                        |

## Văn hóa

### Hậu trường
Critical reaction to Napoleon and Josephine was largely negative. Jeff Jarvis of People described the production as a "gooey mess". John J. O'Connor of the New York Times was unimpressed with the leads' performances:
Ms. Bisset is beautiful but she conveys the elegance of a contemporary perfume ad. Her Josephine is not a terribly convincing 18th-century woman of affairs, especially one who reportedly had rotten teeth. And Mr. Assante is exasperating in his determination to overwhelm, whether weeping uncontrollably, barking orders to his troops or having an epileptic fit.

Howard Rosenberg of the Los Angeles Times found Bisset "credible as a sympathetic Josephine" and praised the series' "nice battle sequences", but criticized the script as "heavy on hot-breathed romance, though – offering little sense of history or Napoleon's genius."
Nielsen ratings for the series were disappointing, with its three episodes finishing 15th, 26th, and 30th in their respective time slots.
Napoleon and Josephine received two Emmy nominations – Gerald Fried for Outstanding Achievement in Music Composition, and Michel Fresnay for Outstanding Achievement in Costuming.

### Việt Nam
Bộ phim đã xuất hiện trên sóng truyền hình Việt Nam ngay từ cuối thập niên 1980 qua bản lồng thuyết minh Nga, khi quan hệ Việt-Mĩ chưa có dấu hiệu nối lại. Xuất phẩm này ngay lập tức nhận được sự quan tâm và tán thưởng của dư luận Việt Nam đương thời, cũng là phương thức hi hữu để người Việt tiếp cận văn hóa đại chúng Mĩ.